# Governo di Vichy
Con governo di Vichy, regime di Vichy, Repubblica di Vichy e ufficialmente Stato Francese (État Français) si indica comunemente lo Stato che governò la parte meridionale della Francia dopo l'invasione tedesca nella seconda guerra mondiale (1940-1945), con l'eccezione della zona di Mentone (occupata dall'Italia) e della costa atlantica, governata dalle autorità tedesche.
Nel corso della seconda guerra mondiale mantenne la sua neutralità militare, ma non politica, vista la dipendenza dai tedeschi. Il nome di Stato francese era contrapposto a quello di Repubblica Francese, ovvero la Terza Repubblica estintasi con l'armistizio del 1940. Ufficialmente indipendente, in realtà era uno Stato satellite del Terzo Reich. Il nome ufficiale dello Stato è ormai decaduto dall'uso comune e nel dopoguerra si è diffusa la definizione di Regime di Vichy o Francia di Vichy. Seguì la Terza Repubblica (Troisième République) e precedette il Governo provvisorio della Repubblica francese (GPRF - Gouvernement provisoire de la République française).

## Storia
Lo "Stato francese" fu creato dopo la disfatta politica e militare della Terza Repubblica, basata sulla dottrina della inviolabilità dei confini nazionali e della Linea Maginot e sulla politica di accomodamento (appeasement) nei confronti della Germania nazista.
Nella situazione di emergenza creatasi con l'invasione tedesca, il 16 giugno 1940 il presidente della repubblica Albert Lebrun nominò il maresciallo di Francia Philippe Pétain (all'epoca 84enne) presidente del consiglio.
Il 22 giugno Pétain stesso firmò a Rethondes l'armistizio con i tedeschi. Il trattato divise la Francia in due parti: quella settentrionale, denominata Zone occupée, occupata dall'esercito tedesco, e quella meridionale, chiamata Zone libre, amministrata dal neonato governo con sede a Vichy. Questa località termale fu scelta per il gran numero di alberghi, necessari per alloggiare i funzionari, e perché dotata della più moderna centrale telefonica nel Paese. Da evidenziare l'importanza del governo di Vichy per ciò che riguarda i nuovi sviluppi del linguaggio cinematografico, curati particolarmente, documentati e descritti da Simone Venturini. «La cesura con il passato del cinema francese (...) è evidente, (...) la produzione si trova presto depauperata di cineasti eminenti (...) e di divi amati dal pubblico». Il primo film dell'era Vichy è considerato La fille du puisatier di Marcel Pagnol.

### La nascita dello "Stato francese"
Il 10 luglio l'Assemblea Nazionale votò sul conferimento dei pieni poteri a Pétain, mentre numerose figure politiche del Paese, come Georges Mandel, Édouard Daladier, un senatore e 26 deputati dell'Assemblea Nazionale stavano fuggendo in Nordafrica a bordo della nave passeggeri Massilia. Su 544 deputati, 414 votarono e su 302 senatori, 235 presero parte al voto. 357 deputati e 212 senatori votarono a favore di Pétain, 57 deputati e 23 senatori votarono contro. In totale si ottennero quindi 569 voti a favore dei pieni poteri a Pétain e 80 contro, con 30 astensioni.
Dopo il voto favorevole a Pétain, Pierre Laval si alzò e disse "In nome del Maresciallo, Vi ringrazio per la Francia".
Tale passaggio istituzionale fu reso possibile dal fatto che la Terza Repubblica non aveva mai avuto una vera Costituzione a causa della dominanza delle destre monarchiche nei primi anni della sua esistenza dopo il 1870 e il sistema dei poteri pubblici era retto da meno rilevanti leggi costituzionali, modificabili semplicemente con il voto della maggioranza assoluta delle due camere.
Oltre ai pieni poteri, Pétain ottenne anche l'autorità formale per redigere una nuova Costituzione; quest'ultimo diritto non venne mai esercitato; tuttavia Pétain emise tra il 1940 e il 1942 dodici atti costituzionali.
I sostenitori della legittimità del governo di Vichy affermano che la formazione del nuovo Stato avvenne tramite regolare votazione della Camera e del Senato e che la maggioranza dei deputati e dei senatori partecipò al voto, mentre i suoi detrattori, in particolar modo i seguaci di De Gaulle, sottolineano che la votazione avvenne in un momento di notevole disordine pubblico per la Francia e che non fosse conforme ai principi della Repubblica.
Un atto costituzionale firmato da Pétain l'11 luglio esautorò la Presidenza della Repubblica, affidando i suoi poteri al Presidente del Consiglio, ossia lo stesso Pétain. Di fatto venne decretata la fine della Terza Repubblica e dato inizio a un nuovo ordinamento, che prese il nome di "Stato Francese". Pétain prese il titolo di Chef de l'État (Capo dello Stato), pur mantenendo quello di Presidente del Consiglio, assise le cui riunioni vennero però dirette da tre vicecapi del governo che si succedettero con il titolo di Vicepresidente del Consiglio.
Pétain instaurò in breve un regime appoggiato dai movimenti fascisti, nazionalisti, monarchici e antisemiti presenti in Francia, facendo leva sul carisma derivatogli dall'immagine di eroe della Grande Guerra. Le camere non furono sciolte e gli altri partiti non vennero proibiti (il Partito Comunista francese era già proibito dal settembre 1939, poco dopo la dichiarazione di guerra, e rimase clandestino fino alla liberazione nel 1944). Tuttavia il parlamento fu "aggiornato fino a nuovo ordine" e mai più convocato.

#### La neutralità
Fino all'11 novembre 1942 lo "Stato francese" di Vichy rimase formalmente estraneo ad azioni belliche e venne considerato ufficialmente uno Stato neutrale con rapporti diplomatici con entrambe le fazioni, dalla Germania agli Stati Uniti. Il 24 ottobre 1940 Pétain ufficializzò la sua collaborazione con i tedeschi, incontrandosi e stringendo la mano ad Adolf Hitler a Montoire-sur-le-Loir, ma si limitò a inviare la Légion des Volontaires Français (LVF) sul fronte orientale per partecipare all'Operazione Barbarossa.
Si mantenne neutrale anche con gli Alleati, nonostante i britannici avessero distrutto la marina militare francese di stanza a Mers-el-Kébir, tentato di occupare Dakar nel 1940, e in seguito gli Alleati avessero invaso il Libano e la Siria nel 1941 e il Madagascar nel 1942.
Charles de Gaulle, fuggito a Londra dopo la ritirata di Dunkerque, creò il movimento Francia Libera ed esortò con il suo appello del 18 giugno tutti i francesi in patria e nelle colonie a continuare la guerra a fianco degli Alleati. Il generale denunciò l'incostituzionalità del regime di Pétain, che aveva forzato il Parlamento a delegargli pieni poteri per poi distruggere le legittime istituzioni repubblicane.
Fino al 1944 lo "Stato francese" di Pétain godette del riconoscimento della comunità internazionale (con l'eccezione dell'Impero britannico), mentre De Gaulle ebbe difficoltà a fare valere il suo pensiero in patria. Tuttavia, con l'adesione alla Francia Libera di De Gaulle di alcune colonie (Africa Equatoriale Francese e Camerun nell'autunno del 1940, Nuova Caledonia, Polinesia Francese e Guyana francese in seguito) e con la progressiva perdita di popolarità del governo di Vichy, divenuto quasi vassallo della Germania nazista, le Forces Françaises Libres (FFL) acquisirono una decisa rilevanza a livello politico e militare a partire dall'Operazione Anton del novembre 1942.

### L'operazione Anton
Gli statunitensi e i britannici, nell'ambito dell'operazione Torch, sbarcarono l'8 novembre 1942 sulle coste del Nord Africa, dell'Algeria e del Marocco francese. Grazie anche all'azione dei combattenti della resistenza locale, che occuparono i punti strategici di Algeri e neutralizzarono per diverse ore gli ufficiali e i generali di Vichy, gli Alleati poterono sbarcare senza opposizione, ottenendo la capitolazione della città, con il porto intatto.
Per prevenire un eventuale sbarco alleato nella Francia meridionale, tedeschi e italiani invasero allora la parte di Francia sotto il controllo del Governo di Vichy, con l'Operazione Anton, e anche la Tunisia, togliendo di fatto ogni autonomia allo "Stato francese". 
La resistenza del governo di Vichy a tale invasione fu poco più che formale, limitandosi a un invio di telegrammi al governo tedesco, protestando per l'invasione e dichiarando decadute le condizioni d'armistizio stipulate nel 1940. L'unico rilevante atto di resistenza fu l'autoaffondamento della flotta francese a Tolone.
Diversi ministri e generali contrari a una diretta sottomissione ai tedeschi furono arrestati e deportati in Germania, tra i quali Maxime Weygand, Paul Reynaud, Édouard Daladier e Maurice Gamelin.
Da quel momento, e fino alla liberazione della Francia da parte delle truppe alleate, il governo di Vichy, pur restando formalmente in carica, ebbe un potere decisionale quasi nullo, dipendendo quasi totalmente dal governo tedesco. Pétain nominò Capo del Governo Pierre Laval, con i poteri di dirigere, seppur molto limitatamente, la politica interna ed estera. Di fatto, il più moderato Pétain si defilava e il governo effettivo passava a Laval, più vicino ai nazisti.

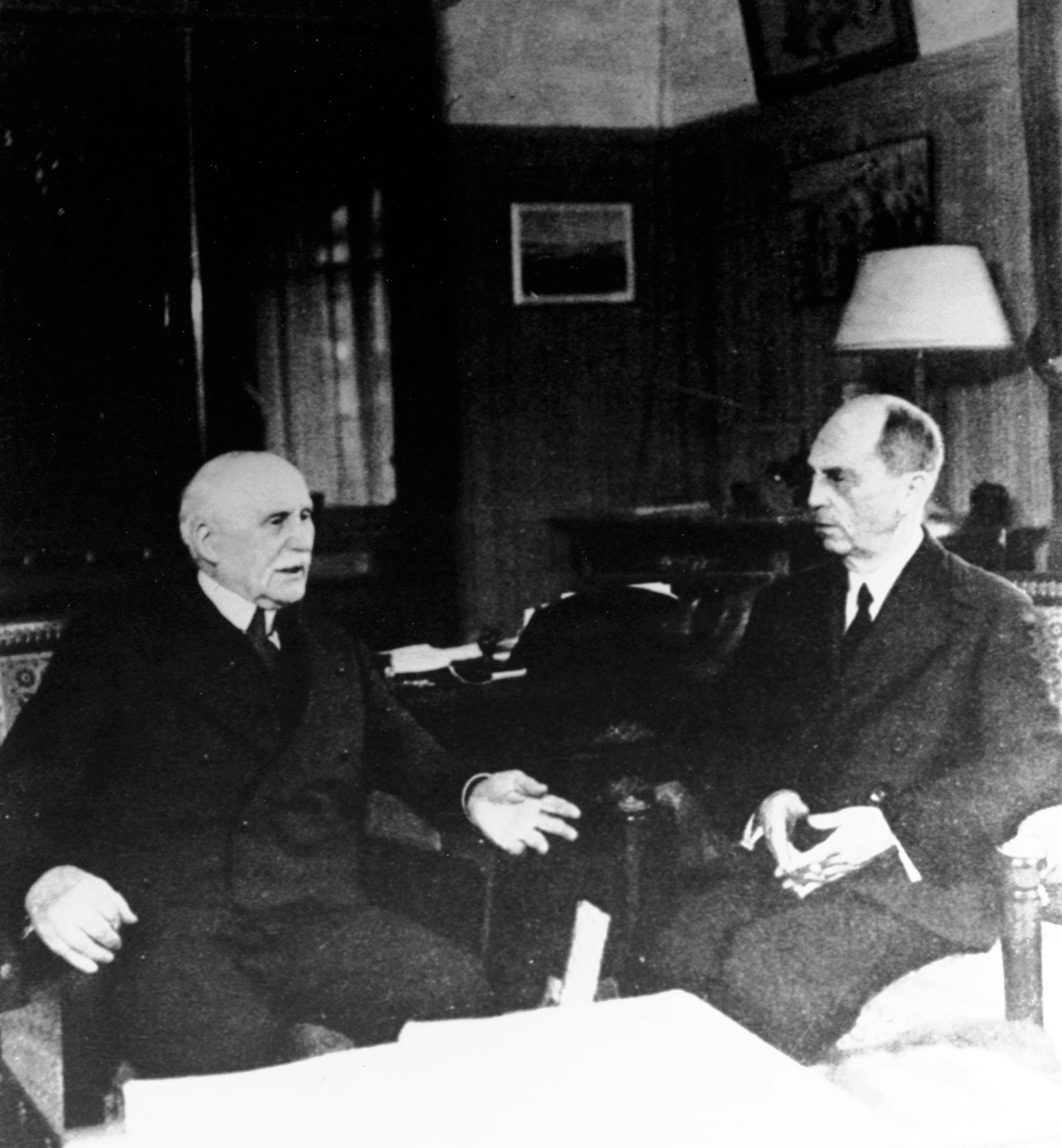
Pétain con l'ambasciatore statunitense William D. Leahy nel 1942

Ma, ancora alla vigilia dello sbarco in Normandia, il presidente degli Stati Uniti d'America così scriveva al primo ministro britannico:
(Franklin Delano Roosevelt, 1944)
Va infatti notato che gli Stati Uniti d'America, come molti altri paesi, mantennero fino all'ottobre 1944 rapporti diplomatici ufficiali col governo di Pétain, alcuni anche dopo che il governo di Vichy si era trasferito a Sigmaringen per sfuggire all'avanzata anglo-statunitense.

### L'invasione alleata, il governo in esilio e la fine
Il 17 agosto 1944, in seguito all'invasione alleata della Francia, Laval dette le dimissioni e il successivo 20 agosto Pétain stesso, dimissionario, fu costretto dai tedeschi a lasciare la Francia per trasferirsi nella Germania sud-occidentale, a Sigmaringen, con Fernand de Brinon, che il 1º settembre 1944 divenne presidente del governo in esilio, denominato Commission gouvernementale de Sigmaringen (Commissione governativa). Dal 26 agosto 1944 l'esercito francese del generale De Gaulle era entrato trionfalmente a Parigi, già liberata dai partigiani. Il 23 ottobre gli Stati Uniti e molte altre nazioni che sino ad allora avevano riconosciuto lo Stato di Pétain come legittimo rappresentante della Francia riconobbero ufficialmente il governo di De Gaulle.
Quel che restava del governo di Vichy in esilio si insediò nel castello requisito a Sigmaringen, nell'alta valle del Danubio, per sette mesi, senza di fatto nulla da governare, con Pétain che si teneva in disparte.
Così finiva lo "Stato francese", anche se formalmente continuò per più di sette mesi, fino al 23 aprile 1945, quando le truppe francesi di De Gaulle entrarono nella cittadina. Jacques Doriot fondò lì un "Comitato di liberazione francese" l'8 gennaio 1945, poco prima di essere ucciso, mitragliato da un aereo britannico. Pétain fuggì da Sigmaringen poche ore prima che le truppe entrassero in città e si costituì alla frontiera svizzera, a Vallorbe. Il 26 fu consegnato alle autorità francesi. Pierre Laval, invece, dalla Svizzera si recò in esilio in Spagna, mentre de Brinon e Joseph Darnand furono condannati a morte e fucilati.
Il 25 luglio 1945 Pétain venne processato davanti alla corte marziale, sotto l'accusa di alto tradimento nei confronti della Repubblica francese, e condannato a morte. Charles De Gaulle, tuttavia, a causa dell'età e delle precarie condizioni di salute del maresciallo, dispose che la condanna a morte fosse commutata in una condanna al carcere a vita. Pétain fu così internato all'Île d'Yeu, dove morì sei anni dopo, il 23 luglio 1951.

## Caratteristiche generali
La capitale dello "Stato francese" rimase formalmente Parigi, mentre Vichy era ufficialmente la sede temporanea del governo, in attesa del termine dell'occupazione tedesca di Parigi.
Nei primi anni della seconda guerra mondiale lo "Stato francese" ebbe un certo riconoscimento dalla comunità internazionale, mentre il governo in esilio di De Gaulle era sostenuto praticamente dal solo Regno Unito. Almeno inizialmente, l'attuazione di molte scelte strategiche impopolari da parte degli inglesi, come l'affondamento della flotta francese dopo l'armistizio del 23 giugno 1940, instillò in molti francesi l'idea di essere stati abbandonati dai propri alleati, e rinforzò il sostegno pubblico al governo di Pétain a svantaggio delle forze della Francia Libera.

## Organizzazione dello Stato

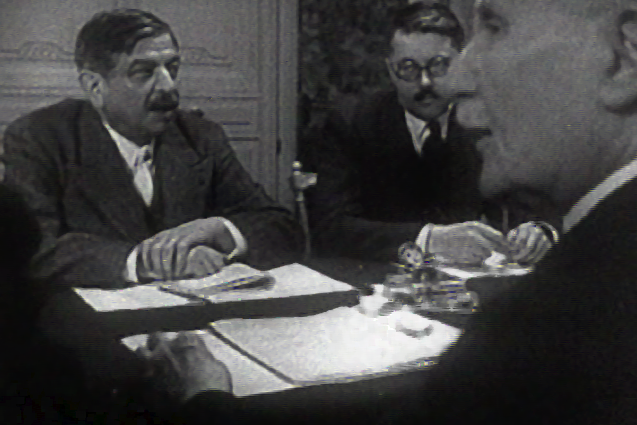
Laval (a sinistra) e (a destra) Pétain nel 1943

- Capo di Stato: Maresciallo Philippe Pétain (11 luglio 1940-20 agosto 1944)

### Governi
Formalmente Pétain tenne sempre la qualifica di presidente del Consiglio, con i capi dell'esecutivo che furono indicati come "vicepresidente del Consiglio" fino al 18 aprile 1942, e poi, con Laval, come "capo del Governo".
- Governo Pétain (16 giugno 1940-11 luglio 1940); da quella data con vice fino al 18 aprile 1942
  - Pierre Laval (16 luglio 1940-13 dicembre 1940)
  - Pierre-Étienne Flandin (13 dicembre 1940-9 febbraio 1941)
  - François Darlan (9 febbraio 1941-18 aprile 1942)
- Governo Laval V (18 aprile 1942-19 agosto 1944)

#### Governo Laval
Laval guidò il governo che, dalla formale neutralità del 1942, portò lo Stato Francese all'alleanza con i tedeschi, fino alla sua fine nell'agosto 1944.
- Pierre Laval – Presidente del consiglio, ministro degli esteri, dell'interno e dell'informazione
- Eugène Bridoux – Ministro della guerra
- Pierre Cathala – Ministro delle finanze e dell'economia nazionale
- Jean Bichelonne – Ministro della produzione industriale
- Hubert Lagardelle – Ministro del lavoro
- Joseph Barthélemy – Ministro della giustizia
- Gabriel Auphan – Ministro della Marina
- Jean-François Jannekeyn – Ministro dell'aviazione
- Abel Bonnard – Ministro dell'educazione nazionale
- Jacques Le Roy Ladurie – Ministro dell'agricoltura
- Max Bonnafous – Ministro dell'approvvigionamento
- Jules Brévié – Ministro delle colonie
- Raymond Grasset – Ministro della famiglia e della sanità
- Robert Gibrat – Ministro delle comunicazioni
- Lucien Romier – Ministro di Stato

## Il territorio metropolitano

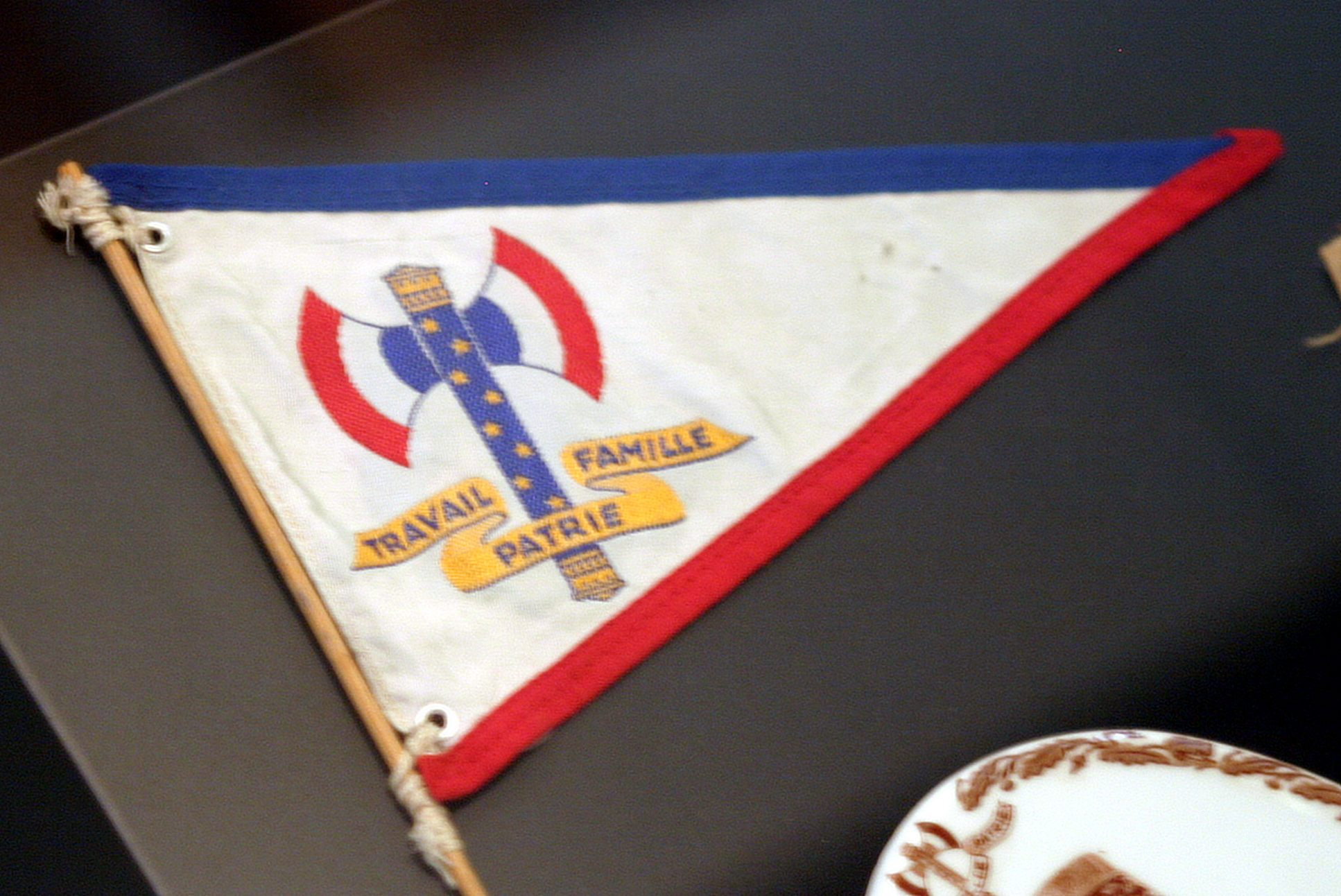
Bandierina del governo di Vichy con lo stemma dell'Ordine della francisca

Lo Stato francese governava sulla "Zona libera" (Zone libre), ma mantenne formalmente l'autorità su tutta la Francia, inclusa la zona nord occupata dalle truppe del Terzo Reich. In realtà la Francia metropolitana risultava divisa in più parti:
- Zona Libera (chiamata Zona Sud dal novembre 1942);
- Zona Occupata (chiamata Zona Nord dal novembre 1942);
- Alsazia e Lorena, dipartimenti annessi al Reich tedesco;
- due dipartimenti al confine col Belgio, con un'amministrazione militare separata dal resto della Zona Occupata;
- Mentone e un'area vasta 832 km², con una popolazione di 28.523 abitanti, sotto amministrazione italiana.

In seguito all'Operazione Anton, la Zona Sud e la Zona Nord tornarono a essere un singolo organismo amministrativo, seppur con una limitatissima autonomia. Inoltre, tra il novembre 1942 e il settembre 1943 si sviluppò l'occupazione italiana della Francia meridionale e della Corsica, passando poi sotto gestione tedesca dopo l'armistizio di Cassibile.

## Le colonie
Una parte dell'impero coloniale francese rimase fedele a Vichy:
- il Nordafrica (Marocco, Algeria e Tunisia) e l'Africa Occidentale Francese rimasero fedeli a Vichy; il primo tentativo degli Alleati di invadere l'Africa Occidentale fallì nel settembre 1940 (battaglia di Dakar). Riuscì invece l'invasione del novembre 1942 (Operazione Torch). A causa del cambio di schieramento operato da François Darlan, che passò dalla parte degli Alleati in cambio della promessa di mantenere il potere in Nordafrica, la resistenza all'invasione anglo-americana fu minima. Ciò indusse Italia e Germania a occupare la Francia di Vichy e la Tunisia (Operazione Anton) per evitare un secondo voltafaccia che avrebbe messo in serio pericolo il controllo dell'Asse sulla Francia.
- la Somalia francese combatté brevemente contro l'Africa Orientale Italiana nell'estate del 1940, per poi passare alla neutralità dopo l'armistizio. Alla fine del 1942 fu però sottoposta a blocco navale dai britannici e dai gaullisti e capitolò poco dopo.
- la Siria e il Libano rimasero fedeli al regime di Vichy fino alla loro occupazione britannica nel luglio 1941. In seguito i britannici offrirono ai due territori arabi la possibilità di accedere immediatamente all'indipendenza, ponendo fine al protettorato, a patto che dichiarassero guerra alla Germania. Ciò provocò le proteste di De Gaulle, che la denunciò come una mossa britannica per accaparrarsi territorio francese.
- l'Indocina francese rimase formalmente sotto il regime di Vichy, ma le autorità francesi concessero all'Impero giapponese di occuparla militarmente in alcune zone strategiche (in particolare ai confini con la Cina); nel novembre 1942 fu occupata totalmente, alcuni territori furono occupati e annessi dalla Thailandia, mentre in seguito Vietnam, Cambogia e Laos proclamarono l'autogoverno sotto protettorato giapponese. A fine guerra, in particolare, il Vietnam del Nord venne occupato dalla Cina, che tergiversò nel restituirlo ai francesi, finché la vittoria comunista a Pechino comportò a cascata la proclamazione dell'indipendenza sotto governo socialista anche ad Hanoi.
- il Madagascar era passato con Vichy, ma i britannici temevano che potesse essere usato come base navale dai giapponesi per ostacolare le azioni degli Alleati nell'Oceano Indiano; il 5 maggio 1942 ordinarono l'inizio dell'Operazione Ironclad (in italiano: "corazzata"), combattendo contro le forze di Vichy presenti sull'isola, nonché contro il Giappone, che inviò alcuni sottomarini in sostegno ai francesi.[13] Il 6 novembre l'isola cadde definitivamente in mano agli Alleati e la sua amministrazione venne affidata al generale di Francia Libera Paul Legentilhomme.
- la Guyana francese, i Caraibi e Saint-Pierre e Miquelon furono occupati dagli Stati Uniti nel 1942 e lasciati alla Francia Libera.

L'Africa Equatoriale Francese, il mandato del Camerun, la Nuova Caledonia e la Polinesia Francese si schierarono fin dall'autunno 1940 con la Francia Libera.

## Forze armate

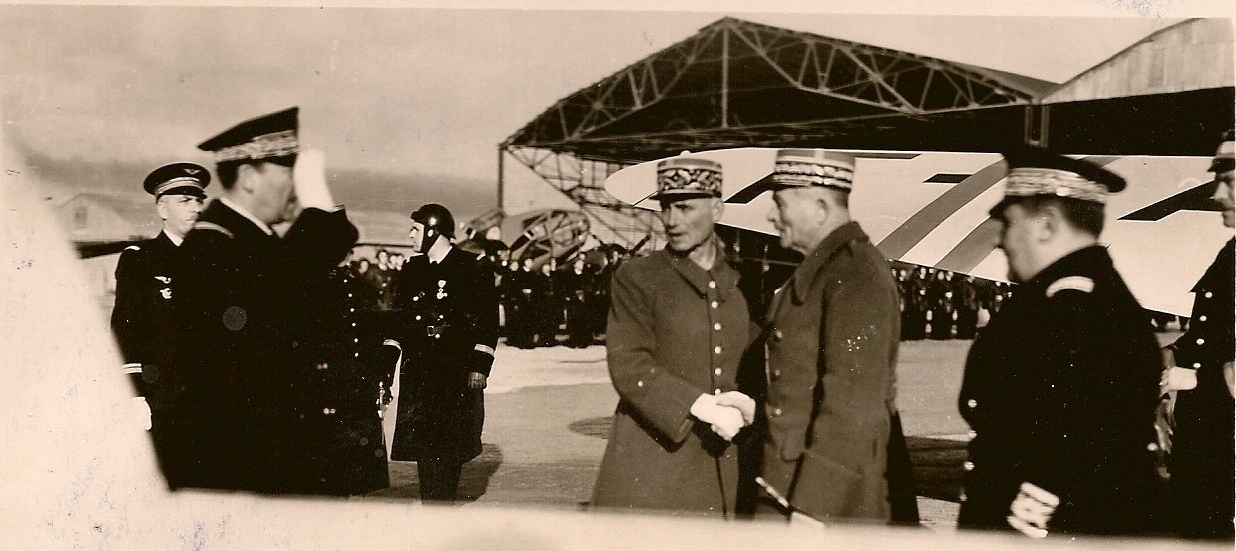
Base aerea 144 Aïn Arnat (Algeria), ispezione del ministro della difesa, generale Weygand, accompagnato dall'ammiraglio Abrial e dal generale Noguès

Dopo l'armistizio furono ricostituite le forze armate, denominate Armée de armistice o "Armée de Vichy". L'esercito contava su circa 600.000 uomini, ma non oltre 120.000 erano nel territorio metropolitano, mentre il resto era di stanza nelle colonie. Al comando fu posto il generale Charles Huntziger, mentre alle truppe d'oltremare Maxime Weygand. Nel territorio libero vennero costituiti due gruppi d'armata, ciascuno con 4 divisioni, uno ad Avignone e uno a Clermont-Ferrand.
La Marina nazionale contava 60.000 uomini con base principale a Tolone e l'aviazione 80.000.
Nell'aprile 1942 si istituì un Comando supremo delle Forze Armate di terra, mare e aria, il cui comandante divenne l'ammiraglio François Darlan, direttamente sotto gli ordini del capo di Stato Philippe Pétain, fino al suo assassinio in Algeria nel dicembre 1942.

## Forze di polizia
Mentre un piccolo organico di forze di polizia sopravvisse anche sotto l'occupazione tedesca per mantenere l'ordine pubblico, le principali operazioni, dopo il novembre 1942, furono attuate dalla Milice française, creata il 30 gennaio 1943 non solo come organizzazione paramilitare e strumento di lotta contro i partigiani fedeli a De Gaulle, ma anche come organo di polizia politica modellato sulle direttive dell'Asse. Ad essa fu infatti affidato il compito di rastrellamento degli ebrei, inizialmente solo nella zona non occupata dalle truppe tedesche e poi in tutta la Francia tra l'inizio del 1944 e la liberazione di Parigi.. A questo proposito, lo storico Pierre Milza ricorda che nel 1943 la polizia francese avviò un rastrellamento di ebrei nei dintorni della sinagoga di Nizza, contrastato però dai soldati italiani. Naturalmente, dopo l'8 settembre, la situazione precipitò.

## Ideologia
Il regime dello Stato francese proclamò il ritorno ai valori tradizionali: Travail, Famille, Patrie (Lavoro, famiglia, patria)
e favorì il dilagare dell'antisemitismo e dell'anticomunismo, come imposto dal governo tedesco.
I francesi considerati ostili al potere, cioè i comunisti, i liberali, gli anarchici e gli ebrei, furono internati.
I principali partiti collaborazionisti furono:
- Partito Popolare Francese
- Raggruppamento Nazional Popolare
- Partito Francista
- Partito Francese Nazional-Collettivista
- Lega Francese
- Movimento Sociale Rivoluzionario

## Carta d'identità e schedatura di massa

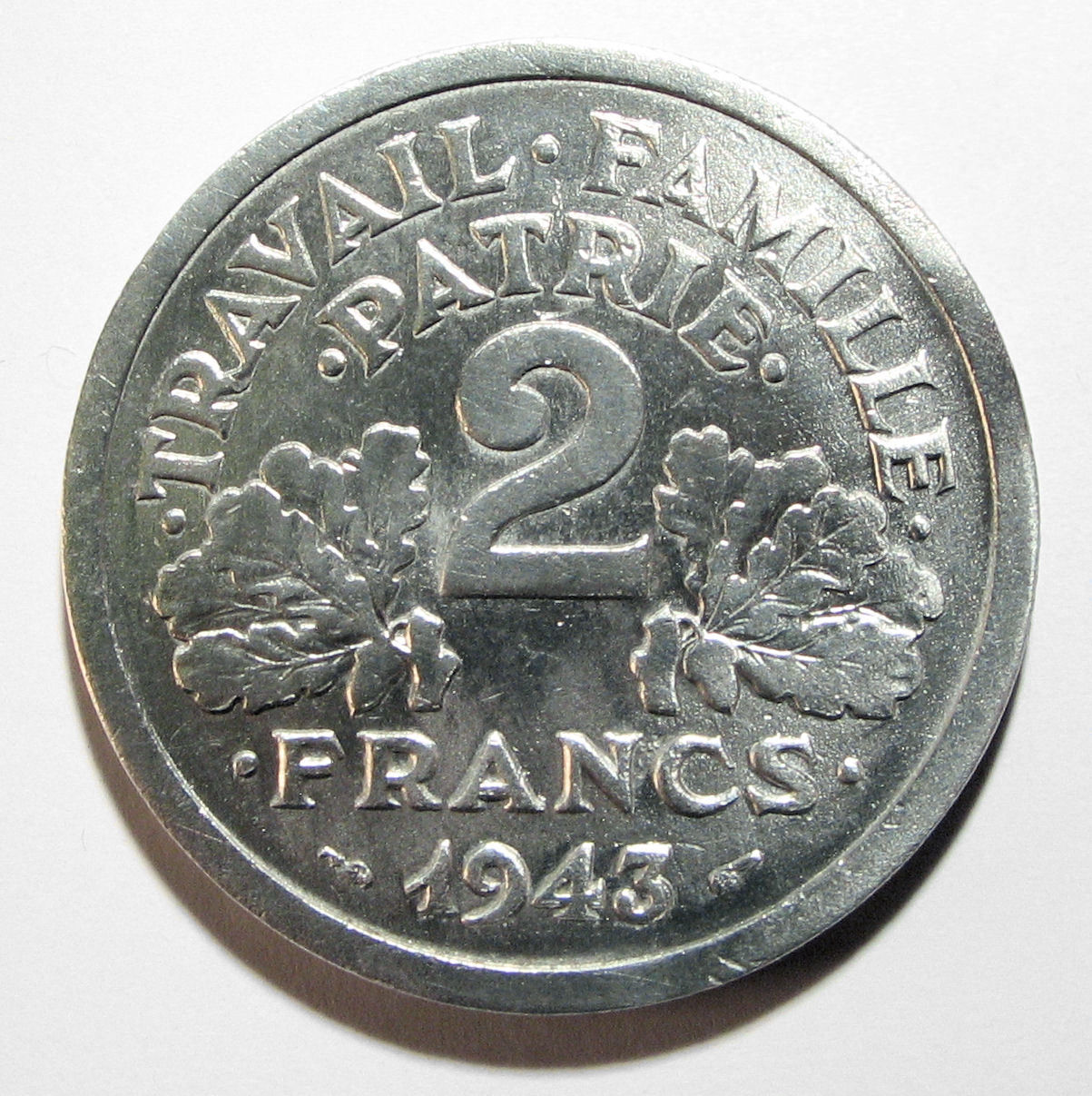
Rovescio di una moneta del 1943 da 2 franchi dell'«État français» con il motto «Travail, Famille, Patrie»

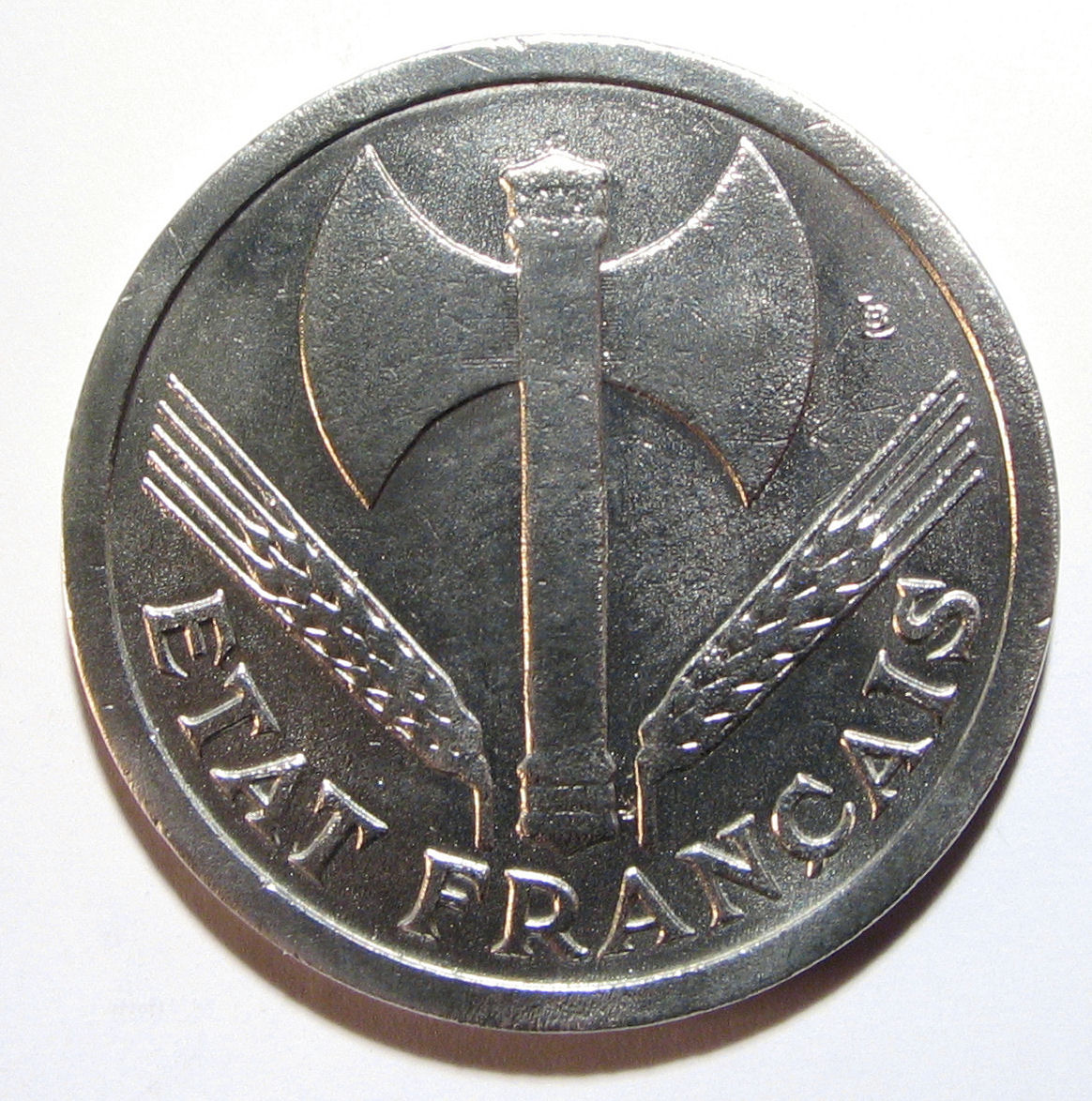
Dritto di una moneta del 1943 da 2 franchi dell'«État français»

Lo "Stato francese" rese obbligatoria la Carte nationale d'identité sécurisée per tutti i cittadini, mentre precedentemente era obbligatoria solo per gli stranieri, al fine di agevolare la discriminazione contro gli ebrei, poiché in tale caso sulla carta era apposta l'indicazione Juif.